# Хакне
Хакні — визнана порода коней, яка була розроблена у Великій Британії. В останні десятиліття розведення Хакні було спрямоване на виробництво коней, які ідеально підходять для водіння каретою. Вони є елегантною високою ступінчастою породою коня, який популярний для показу на запряжних заходах. Хакні мають хорошу витривалість і здатні тривалий час риситися на високій швидкості.

## Історія породи
Порода Хакні Кінь була розроблена в 14 столітті в Норфолку, коли король Англії вимагав потужних, але привабливих коней з чудовою рисі, які використовувались для верхових коней загального призначення. Оскільки в ті часи дороги були елементарними, Хакні був основною верховою їздою, їзда була звичайним способом перевезення коней. Рисисті коні були більш придатними як бойові коні, ніж амблери з їх крокуючими ходами. Як результат, у 1542 році король Генріх VIII вимагав, щоб його багаті піддані утримували певну кількість рисистих кінських жеребців для племінного використання.
Приблизно в 1729 р. Жеребець Норфолк Троттер та аравійський жеребець внесли свій внесок у основу сучасного коня Хакні. Отриманий Норфолкський родстер, як було відомо, був сильно збудованим конем, який фермери та інші використовували як робочого коня. Це також був швидкий кінь з хорошою витривалістю.

Іншим відомим конем був жеребець оригінальних сланців, викрадений у Східній Англії в 1755 році. Він був жеребцем Блейзом, сином знаменитого непереможеного скакового коня, Летючого Чайлдерса, який був онуком великого Дарлі Аравія (одного з трьох жеребців-фундаментів чистокровної породи). Оригінальні Шейли виростили двох жеребців — Шотландського Шейла та Водія — обидва мали великий вплив на Норфолкського Рисака.
Месенджер (GB), онук Сампсона 1780 року, був основоположником нинішнього американського рисака. Гамблтоніан 10 мав принаймні три хрести Посланника у третьому та четвертому поколіннях свого родоводу (3x4x4). У 1820-х роках «Норфолкський качан» був зафіксований як пройшов 2 милі за 5 хвилин 4 секунди і був одним із відомих коней цієї породи разом з «Нонпарейлом», якого проїхали 100 миль за 9 годин 56 хвилин 57 секунд.
У 1820 році Беллфаундер, жеребець норфолкського рисака, який зміг пройти 17 миль за годину, піднявши 14 каменів, був вивезений до Америки, де він був власницею Гамблтоніана 10. У цю епоху сірникові рисаки змагались під сідлом, а не під упряжжю. Пізніше, завдяки вдосконаленню доріг, Хакні також використовувався в упряжці, і тоді він був верховим і верховим конем високих заслуг.
Роберт і Філіп Рамсдейл, батько і син, вивезли норфолкських коней «Претендент і феномен Рута» в Йоркшир, де розводили їх з йоркширськими риськими кобилами. У липні 1800 р. Знамениту кобилину Хекні, Феномен, підтримали 17 миль за 56 хвилин за ставку в 400 фунтів стерлінгів, яку вона зробила за 53 хвилини. У 1832 році одна з дочок Феномена, 14 руками Феномен, проїхав рись 17 миль лише за 53 хвилини. Протягом 19 століття, з розширенням залізниці, порода Норфолк потрапила в немилість, яку згодом відродило Товариство коней Хакні. Норфолк та йоркширський рисак були вибірково виведені для елегантного стилю та швидкості, і їх перетворили на сучасного коня Хакні. Блискуча хода коня Хакні, однак, врятувала його від зникнення і почала використовувати на шоу-рингу. Вони все ще надзвичайно успішні в упряжі, а також можуть виробляти дуже приємних верхових коней, багато відомих своєю здатністю в стрибках з ярмарок та виїздці .
У 1883 році в Норвічі було утворено Товариство коней Хакні, і племінна книга товариства має записи, датовані 1755 роком, у Книзі племінних книг Хакні.
Олександр Касатт відповідав за введення в США Хакні-Поні. У 1878 році він придбав у Великій Британії 239 Стеллу і привіз її до Філадельфії . У 1891 році Кассат та інші ентузіасти Хакні заснували Американське товариство коней Хакні, яке базується в Лексінгтоні, Кентуккі .
Хакери бувають як в поні, так і в конях, і є однією з небагатьох порід, які визнають розміри як поні, так і коней. Поні Хакні був розроблений наприкінці 19 століття, коли коней Хакні розводили до різних порід поні, щоб створити дуже специфічний тип шоу-поні.

## Характеристика породи

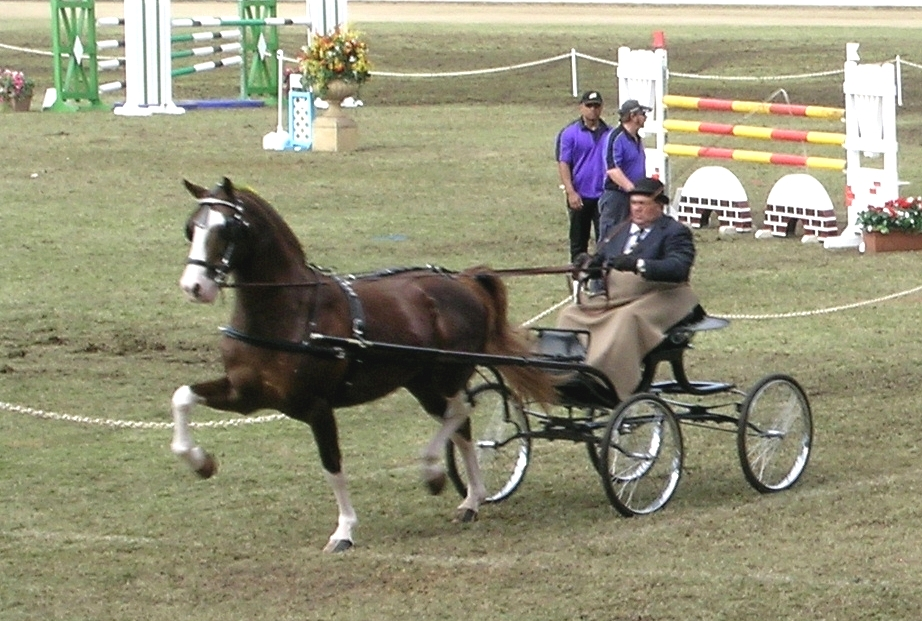
Кінь Хакні на змаганнях з водіння.

Висота коня Хакні коливається від 14,2 руки (147 сантиметрів) до 16,2 руки (168 см) високий. Вони можуть бути будь-яких однотонних кольорів, включаючи лавровий, коричневий, каштановий і чорний. Hackneys часто мають білі відмітини, часто з — за впливу SABINO генетики.
Хакні має гарну форму голови, іноді зі злегка опуклим носом. Їх очі та вуха виразні і повинні демонструвати пильність. Шия хохлата і мускулиста з чисто перерізаним горлом і щелепою. Грудна клітка широка і чітко окреслена, плече потужне, довге і пологий. Хакні мають середню довжину спини, м'язисті, рівні крупи та потужні задні частини. Їх ребра добре підресовані. Хвіст високо посаджений, і його природно носять високо. Ноги міцні з широкими, чистими суглобами, довгими передпліччями та прокладками, з міцними скакательними суглобами та середніми довжинами, прикріпленими до круглих, досить вертикальних копит .
У рисі вони демонструють ефектність та надмірну високу дію колінного суглоба через дуже хороше згинання суглобів. Їх дія повинна бути прямою і правдивою з чітким моментом призупинення. Передні ноги високо піднімаються вгору, з різко зігнутими колінами, які добре витягнуті вперед шагом, що покриває землю. Їх задні лапи добре рухаються під ними в подібній перебільшеній дії. На додаток до властивої міцності та витривалості, Кінь Хакні зарекомендував себе як порода з легким, ритмічним галопом та жвавою, пружинною ходьбою.
Хакні експортували в Австралію, США та Нідерланди.